# Power Book III: Raising Kanan
Power Book II: Ghost Power Book IV: Force
Power Book III: Raising Kanan est une série télévisée dramatique américaine créée par Courtney A. Kemp et diffusée depuis le 18 juillet 2021 sur Starz et en simultané sur sa version canadienne. La série est une préquelle et un spin-off de Power.
En France, la série est diffusée sur le site de streaming MyCanal. Elle reste inédite dans les autres pays francophones.

## Synopsis
La série retrace la vie de Kanan Stark, tout juste âgé de 15 ans dans le début des années 1990 et résidant dans le Queens, celui-ci impatient de faire partie du réseau de trafic de drogue géré par sa famille, qui est en pleine expansion dans tout New York.

## Distribution

### Acteurs principaux
- Patina Miller : Raquel Thomas
- Mekai Curtis : Kanan Stark
- Hailey Kilgore : Laverne « Jukebox » Thomas
- London Brown : Marvin Thomas
- Malcolm Mays : Lou-Lou Thomas
- Joey Bada$$ : Kadeem « Unique » Mathis
- Omar Epps : Malcolm Howard
- Shanley Caswell : Shannon Burke
- Antonio Ortiz : Shawn « Famous » Figueroa (principal depuis la saison 2, récurrent saison 1)
- Grantham Coleman : Ronnie Mathis (principal depuis la saison 3)

Anciens acteurs principaux
- Lovie Simone : Davina Harrison (saison 1)
- Toby Sandeman : Symphony Bosket (saison 1, récurrent saison 2)

### Acteurs récurrents
Introduits lors de la saison 1
- Paul Fitzgerald : James Bingham (depuis la saison 1)
- Rosal Colón : Juliana Ayala (depuis la saison 1)
- John Clay III : Worrell (saisons 1 et 2)
- Tyson Hall : Sam (saisons 1 et 2)
- Ade Chike Torbert : Scrappy (saisons 1 et 2)
- Natalee Linez : Jessica Figueroa (saisons 1 et 2)
- Quincy Brown : Crown Camacho (saisons 1 et 2)
- AnnaLynne McCord : Toni Deep (saison 1, invitée saison 2)
- Kelly Deadmon : Linda Bingham (saison 1, invitée saison 2)
- Annabelle Zasowski : Nicole Bingham (saison 1)
- Nile Bullock : Derek « D-Wiz » Washington (saison 1)

Introduits lors de la saison 2
- Michael Rispoli : Sal Boselli (depuis la saison 2)
- Paloma Guzmán : Adina Foyle (depuis la saison 2)
- KJ Smith : Palomar (saison 2)
- Josephine Lawrence : Corinne (saison 2)
- LeToya Luckett : Kenya Pierce (saison 2)
- Paulina Singer : Zisa (saison 2)
- Chyna Layne : Andrea (saison 2)
- Omar J. Dorsey : Cartier « Duns » Fareed (saison 2)
- Krystal Joy Brown : Renée Timmons (saison 2)
- David Castro : Marco Boselli (saison 2)

### Invité
- 50 Cent : Kanan Stark (voix-off)

## Production
- Le 9 février 2020, Starz annonce la création de la série, une préquelle de la série Power se déroulant dans les années 1990 et concernant le passé du personnage de Kanan Stark, interprété par 50 Cent dans la série originale.
- Le 15 février 2020, l'acteur Omar Epps est annoncé au casting de la série. Les jours suivants c'est Patina Miller et Mekai Curtis qui sont annoncés au casting, tous les deux reprenant le rôle de Kanan Stark et de sa mère Raquel Thomas.
- Début mars 2020, les acteurs Hailey Kilgore, Lovie Simone, London Brown, Malcolm Mays, Shanley Caswell, Toby Sandeman et Joey Bada$$ sont annoncés au casting en tant que personnages principaux. L'acteur Quincy Brown est annoncé également dans la série mais jouera en revanche un personnage récurrent.
- Le 29 mai 2020, l'acteur Ade Chike Torbert est annoncé au casting en tant que récurrent.
- Fin 2020, les actrices Natalee Linez et Annabelle Zasowski sont annoncées au casting de la série en tant que personnages récurrents.
- Au printemps 2021, il est annoncé que 50 Cent sera le narrateur de la série.
- La première saison est diffusée du 18 juillet 2021 au 26 septembre 2021 aux États-Unis. Le 28 septembre 2021, la série est renouvelée pour une deuxième saison.
- À la fin des vacances d'été 2021, les acteurs Omar J. Dorsey, Krystal Joy Brown, Paulina Singer et LeToya Luckett sont ajoutés au casting de la saison 2 en tant que personnages récurrents. Le 5 octobre 2021, c'est l'actrice KJ Smith qui rejoint le casting de la saison 2, également en tant que personnage récurrent.
- En février 2022, il est annoncé que les acteurs Paloma Guzman et Michael Rispoli rejoignent le casting de la deuxième saison, en tant que personnages récurrents.
- En juillet 2022, il est annoncé que l'actrice Chyna Layne est au casting de la saison 2 en tant que personnage récurrente.
- La deuxième saison est diffusée du 14 août 2022 au 23 octobre 2022. Le 10 août 2022, quelques jours avant la diffusion du premier épisode de la deuxième saison, Starz annonce le renouvellement de la série pour une troisième saison[1].
- Le 20 octobre 2022, il est annoncé que l'acteur Tony Danza rejoint le casting de la troisième saison. Quelques jours plus tard le 25 octobre, c'est l'acteur Grantham Coleman qui est annoncé au casting de la saison 3 et jouera le rôle de Ronnie Mathis, le grand frère d'Unique (Joey Bada$$) tout juste sorti de prison[2].
- Début mai 2023, il est annoncé que les acteurs Wendell Pierce et Erica Woods rejoignnent le casting de la troisième saison en tant que personnages récurrents[3].

## Épisodes
| Saisons | Saisons | Nombre d'épisodes | Diffusion originale sur Starz | Diffusion originale sur Starz | Diffusion sur Lionsgate + en VF | Diffusion sur Lionsgate + en VF |
| Saisons | Saisons | Nombre d'épisodes | Début de saison               | Fin de saison                 | Début de saison                 | Fin de saison                   |
| ------- | ------- | ----------------- | ----------------------------- | ----------------------------- | ------------------------------- | ------------------------------- |
|         | 1       | 10                | 18 juillet 2021               | 26 septembre 2021             | 18 juillet 2021                 | 26 septembre 2021               |
|         | 2       | 10                | 14 août 2022                  | 23 octobre 2022               | 14 août 2022                    | 23 octobre 2022                 |
|         | 3       | 10                | 1er décembre 2023             |                               | 1er décembre 2023               |                                 |
|         | 4       | 10                | 7 mars 2025                   |                               | 7 mars 2025                     |                                 |
|         | 5       | 10                |                               |                               |                                 |                                 |

### Première saison (2021)
La première saison est diffusée du 18 juillet au 26 septembre 2021.
1. À l'Époque (Back in the Day)
2. Récoltes et semences (Reaping and Sowing)
3. Esquiver, se déplacer (Stick and Move)
4. Ne dors pas (Don't Sleep)
5. Choisis tes batailles (Choose Your Battles)
6. Des échelons à gravir (Level Up)
7. Reste à ta place (Stay in Your Lane)
8. Le Goût du bizness (The Cost of Business)
9. Fidèle jusqu'au bout (Loyal to the End)
10. Payé cash (Paid in Full)

### Deuxième saison (2022)
La deuxième saison est diffusée du 14 août au 23 octobre 2022.
1. Un business qui roule… (The More Things Change)
2. Un ver dans le fruit (Mind Your Business)
3. Le chat qui dort (Sleeping Dogs)
4. Payer le péage (Pay the Toll)
5. Ce qui se passe dans les Catskills (What Happens in the Catskills)
6. C'est le business, mec (It's a Business, Man)
7. Deuils et renaissances (No Love Lost)
8. À chacun son démon (A House Is Not a Home)
9. Ententes (Anti-Trust)
10. Le bateau prend l'eau (If Y'Dont Know, Now Y'Know)

### Troisième saison (2023-2024)
Le 10 août 2022, Starz annonce le renouvellement de la série pour une troisième saison. Le 28 août 2023, il est annoncé officiellement que cette saison sera diffusée à partir du 1er décembre 2023 à la télévision.
1. Rien de mieux que chez soi (Home Sweet Home)
2. Transformation (Flipmode)
3. Nous sommes ouverts (Open for Business)
4. Un déguisement d'agneau (In Sheep's Clothing)
5. Frères et gardiens (Brothers and Keepers)
6. Dans les ténèbres (Into the Darkness)
7. Tous couplables (Where All Are Guilty)
8. Calculs (Reckonings)
9. Conséquences (Home to Roost)
10. Ne te retourne pas (Made You Look)

### Quatrième saison (2025)
La saison est diffusée depuis le 7 mars 2025 à la télévision.
1. Gangstas Don't Die
2. It's All Love
3. Bygones
4. The Way We Were
5. The Nail That Sticks Up
6. The Price of Fame
7. Allow Me to Re-Introduce Myself
8. Street Struck
9. It's about that time
10. Gimme the weight

## Article annexe
- Psychotrope au cinéma et à la télévision